# 信濃町駅
信濃町駅（しなのまちえき）は、東京都新宿区信濃町にある、東日本旅客鉄道（JR東日本）中央本線の駅。駅番号はJB 13。中央本線において起点の神田駅（東京駅）から起算して乗換の無い最初の単独駅でもある。
当駅には、緩行線を走る中央・総武線各駅停車のみが停車する。また、特定都区市内制度における「東京都区内」及び「東京山手線内」に属する。
駅舎は信濃町に立地するが、ホームは信濃町と南元町にまたがっており、千駄ケ谷駅寄りは信濃町、四ツ谷駅寄りは南元町となる。

## 歴史

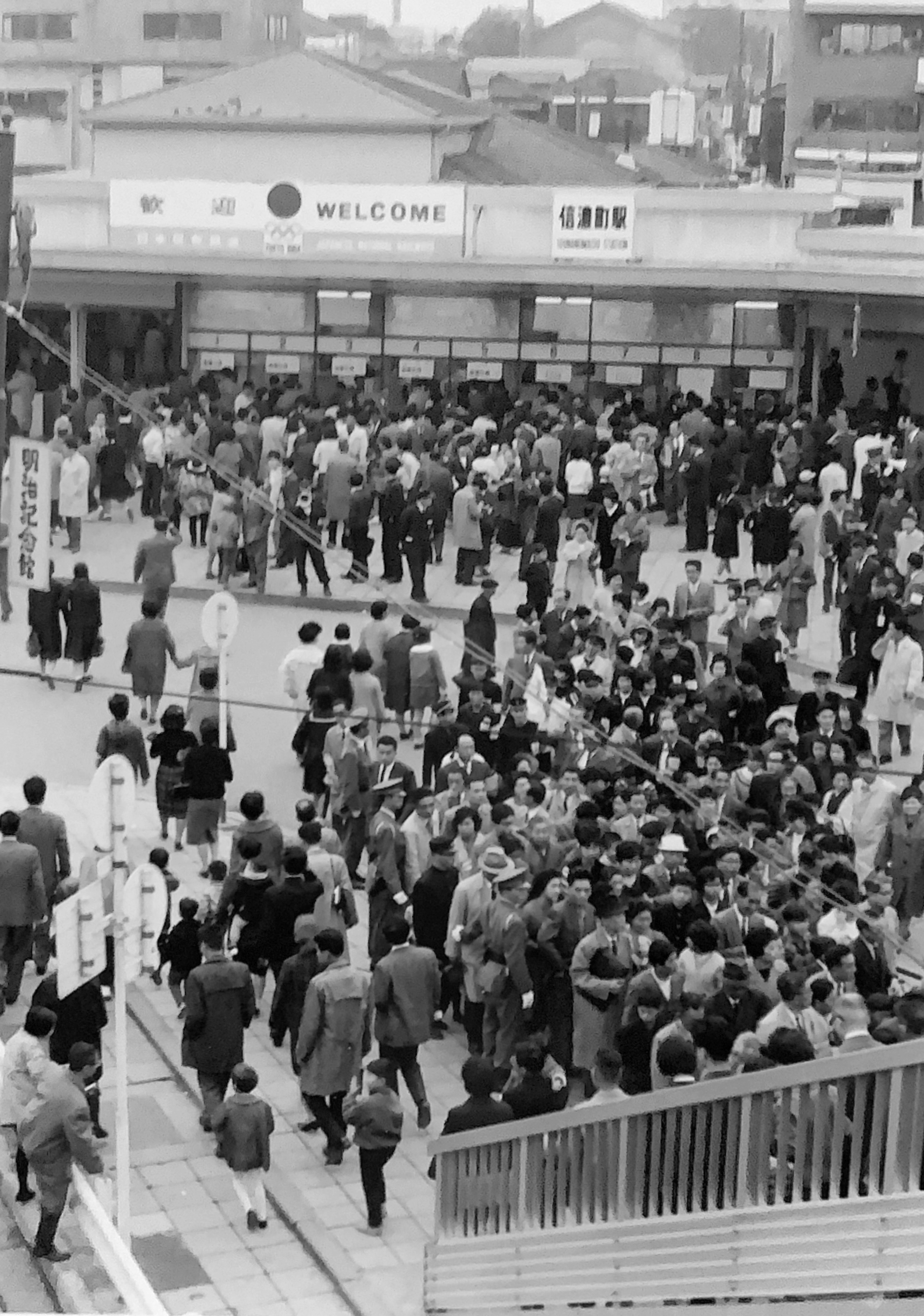
東京オリンピック（1964年）で賑わう信濃町駅（1964年撮影）

- 1894年（明治27年）10月9日：新宿駅 - 牛込駅間開通時に甲武鉄道の駅として開設[1]。旅客・貨物取扱開始[1]。
- 1906年（明治39年）10月1日：甲武鉄道国有化により国有鉄道の駅となる[3]。
- 1909年（明治42年）10月12日：線路名称制定により中央東線（1911年から中央本線）の所属となる[3]。
- 1941年（昭和16年）2月1日：貨物取扱廃止[1]。
- 1963年（昭和38年）12月1日：荷物扱い廃止[1]。
- 1980年（昭和55年）6月11日：駅舎改築[4]。
- 1987年（昭和62年）4月1日：国鉄分割民営化に伴い、東日本旅客鉄道（JR東日本）の駅となる[5]。
- 1991年（平成3年）11月23日：自動改札機を設置し、使用開始[6]。
- 1993年（平成5年）2月26日：JR信濃町ビルオープン[7]。
- 2001年（平成13年）11月18日：ICカード「Suica」の利用が可能となる[報道 1]。
- 2008年（平成20年）2月20日：みどりの窓口の営業終了。
- 2019年（平成31年）2月1日：駅遠隔操作システム（現・お客さまサポートコールシステム）導入に伴い、早朝無人化[8]。
- 2020年（令和2年）6月22日：ホームドア使用開始[報道 2]。
- 2021年（令和3年）2月1日：「アトレヴィ信濃町」が「アトレ信濃町」へリニューアルオープン[報道 3][報道 4]。

## 駅構造
島式ホーム1面2線を有する地上駅。ホームの上に駅ビルの「JR信濃町ビル」（1993年2月竣工・開業）があり、駅ビル1階部分が改札口となっている。駅ビルは地上6階地下2階建て延べ床面積20,260平方メートルで、上層階にはオフィスが入っている。当駅は地上駅だが、明治神宮外苑側の標高が高いことから、ホームから階段等で上った場所にある改札口が外に段差無く直結している。すぐ南側を首都高速4号新宿線が並走する。
駅ビル完成（1992年10月）までは西隣の千駄ケ谷駅と同様に臨時ホームが下り線南側にあった。臨時ホームは、1980年頃までは、明治神宮野球場で東京六大学野球等が開催される土曜日・日曜日を中心に使用されていたが、次第に使用されなくなった。駅ビル完成直後も四ツ谷寄りにホームの一部が残っていたが、後に撤去された。
かつてはみどりの窓口が設置されていたが、2008年2月20日限りで営業を終了した。2019年2月1日より、駅遠隔操作システム（現・お客さまサポートコールシステム）が導入され、早朝時間帯は、遠隔対応（インターホン対応は四ツ谷駅が行う）のため改札係員は不在となり、一部の自動券売機のみが稼働する。
駅ビル1・2階には「アトレヴィ信濃町」があり、5店舗が入居している。2021年2月1日に「アトレ信濃町」としてリニューアルした。
近隣の国立競技場等が会場となった2020年東京オリンピック・パラリンピックに向け、トイレ拡幅やエレベーター増設、ホームドア整備が行われた。

### のりば
| 番線 | 路線                     | 方向 | 行先             |
| ---- | ------------------------ | ---- | ---------------- |
| 1    | 中央・総武線（各駅停車） | 東行 | 秋葉原・船橋方面 |
| 2    | 中央・総武線（各駅停車） | 西行 | 新宿・三鷹方面   |

（出典：JR東日本:駅構内図）
- 2020年3月14日ダイヤ改正以降、早朝・深夜に設定されていた東京駅発着各駅停車が消滅した[報道 6]。

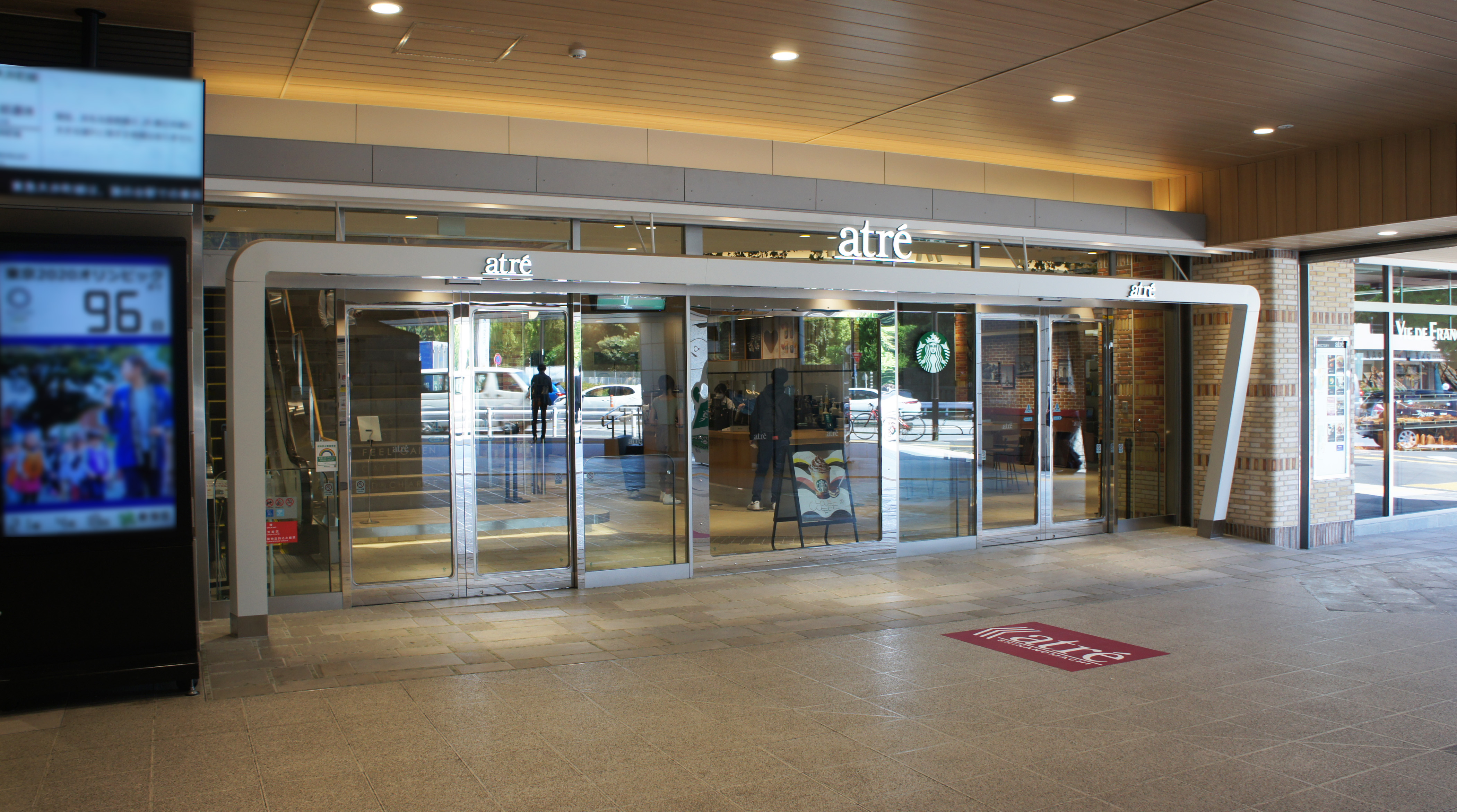
アトレ信濃町
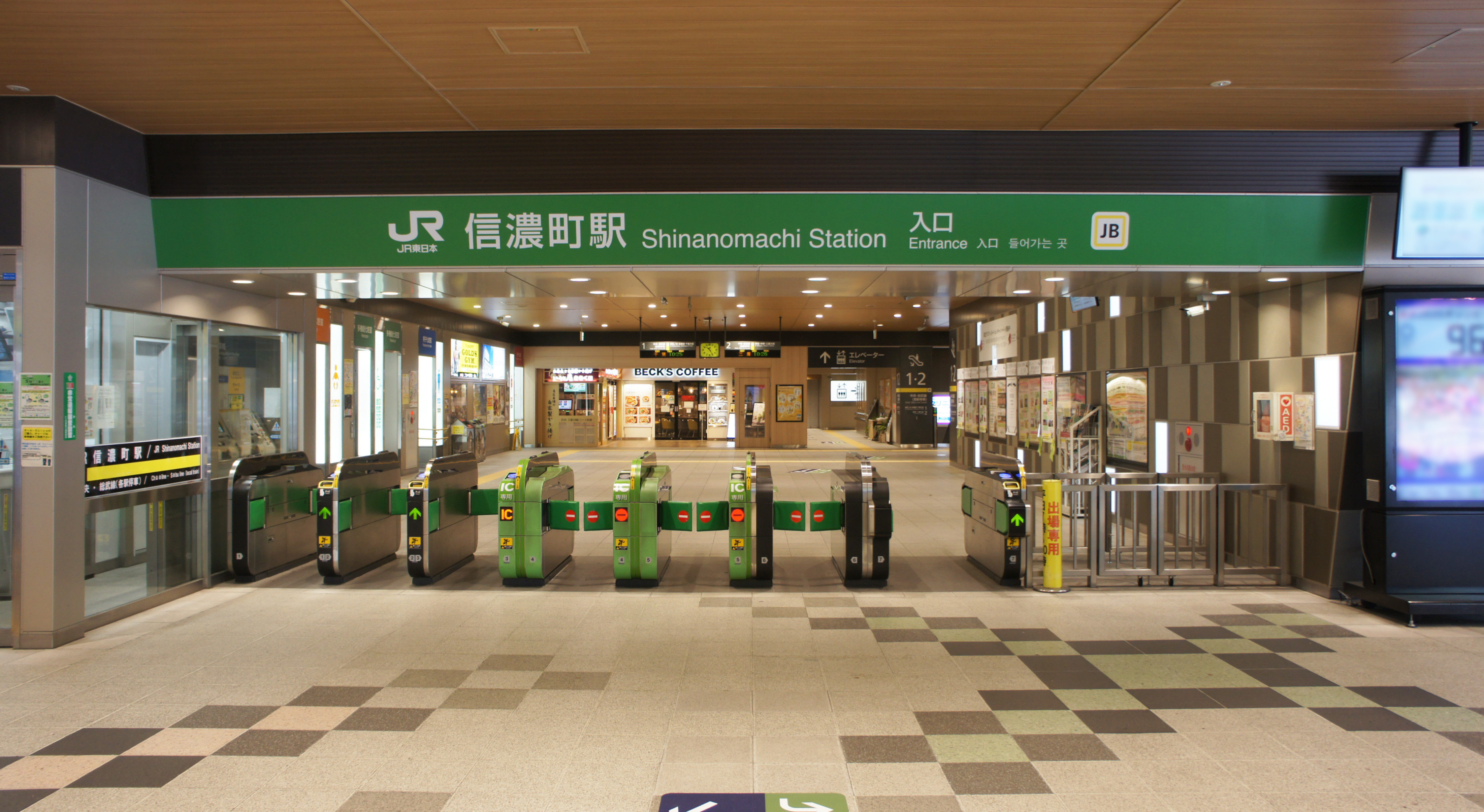
改札口
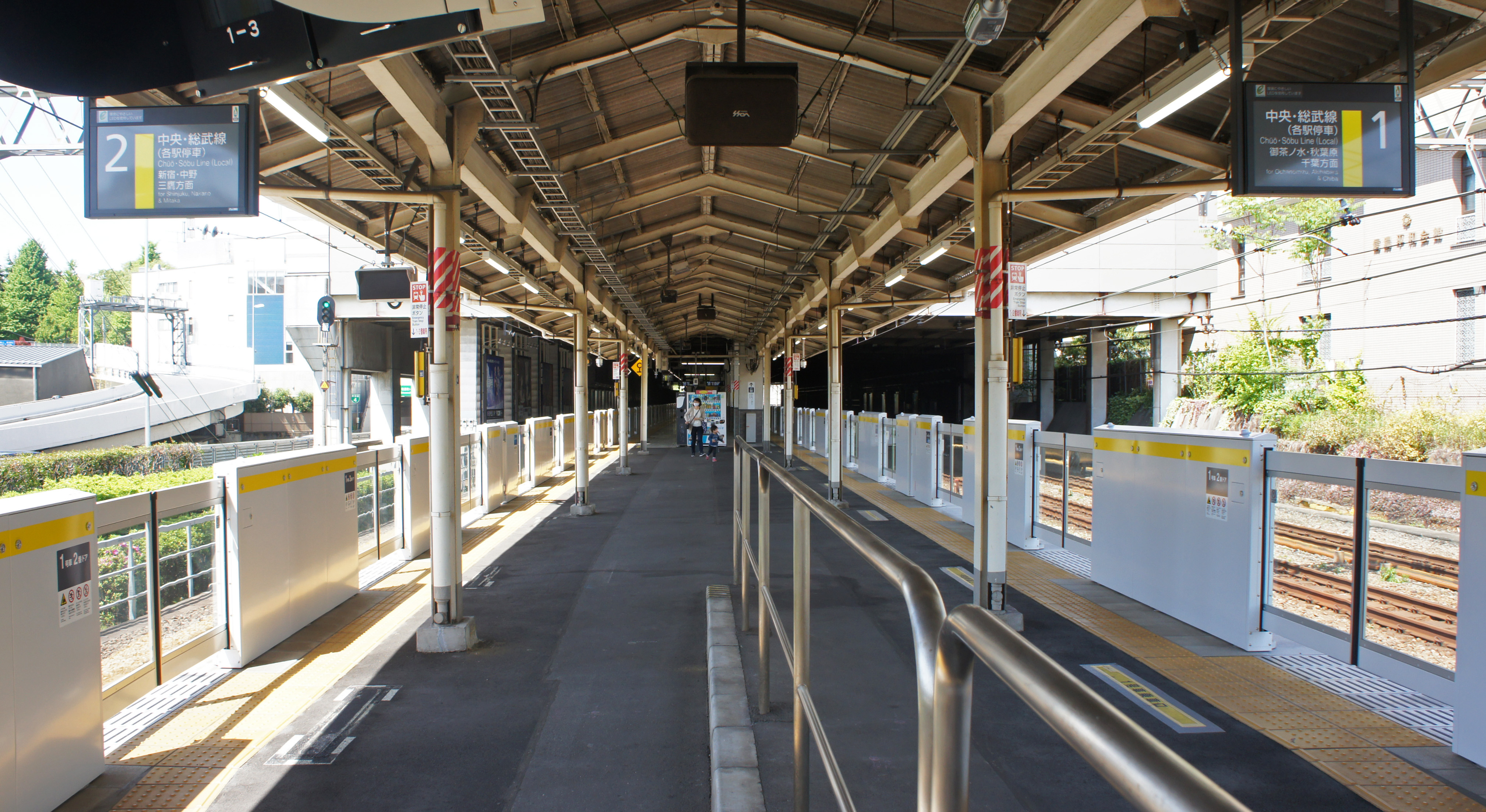
ホーム（左端に首都高速4号新宿線、右端に中央線快速の線路がある）

## 利用状況
2023年度（令和5年度）の1日平均乗車人員は21,327人である。
1990年度（平成2年度）以降の1日平均乗車人員の推移は以下の通り。
| 年度               | 1日平均 乗車人員 | 出典     |
| ------------------ | ---------------- | -------- |
| 1990年（平成02年） | 27,704           | [ * 1 ]  |
| 1991年（平成03年） | 27,855           | [ * 2 ]  |
| 1992年（平成04年） | 29,258           | [ * 3 ]  |
| 1993年（平成05年） | 30,967           | [ * 4 ]  |
| 1994年（平成06年） | 30,882           | [ * 5 ]  |
| 1995年（平成07年） | 31,372           | [ * 6 ]  |
| 1996年（平成08年） | 31,079           | [ * 7 ]  |
| 1997年（平成09年） | 30,818           | [ * 8 ]  |
| 1998年（平成10年） | 29,762           | [ * 9 ]  |
| 1999年（平成11年） | 29,664           | [ * 10 ] |
| 2000年（平成12年） | 29,676           | [ * 11 ] |
| 2001年（平成13年） | 28,738           | [ * 12 ] |
| 2002年（平成14年） | 27,794           | [ * 13 ] |
| 2003年（平成15年） | 27,410           | [ * 14 ] |
| 2004年（平成16年） | 27,035           | [ * 15 ] |
| 2005年（平成17年） | 27,852           | [ * 16 ] |
| 2006年（平成18年） | 28,064           | [ * 17 ] |
| 2007年（平成19年） | 28,080           | [ * 18 ] |
| 2008年（平成20年） | 27,237           | [ * 19 ] |
| 2009年（平成21年） | 27,374           | [ * 20 ] |
| 2010年（平成22年） | 26,519           | [ * 21 ] |
| 2011年（平成23年） | 26,031           | [ * 22 ] |
| 2012年（平成24年） | 26,165           | [ * 23 ] |
| 2013年（平成25年） | 26,908           | [ * 24 ] |
| 2014年（平成26年） | 25,678           | [ * 25 ] |
| 2015年（平成27年） | 25,596           | [ * 26 ] |
| 2016年（平成28年） | 25,341           | [ * 27 ] |
| 2017年（平成29年） | 26,180           | [ * 28 ] |
| 2018年（平成30年） | 26,258           | [ * 29 ] |
| 2019年（令和元年） | 25,572           | [ * 30 ] |
| 2020年（令和02年） | 15,257           |          |
| 2021年（令和03年） | 16,576           |          |
| 2022年（令和04年） | 19,297           |          |
| 2023年（令和05年） | 21,327           |          |

## 駅周辺
- 東京都道319号環状三号線（外苑東通り）
- 慶應義塾大学 信濃町キャンパス
  - 慶應義塾大学病院
  - 北里記念医学図書館
- 赤坂御用地
  - 赤坂御所
- 警視庁四谷警察署
- 信濃町駅前郵便局
- 首都高速4号新宿線 外苑出入口
- 国立競技場
- 明治神宮外苑

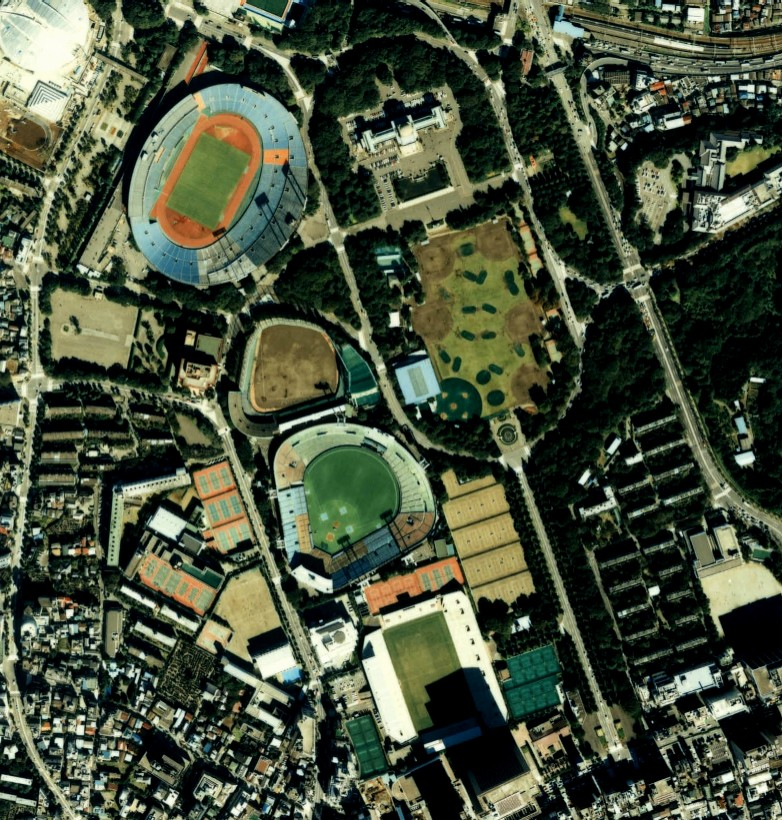
国立霞ヶ丘競技場陸上競技場空撮。当駅は右上端にある。

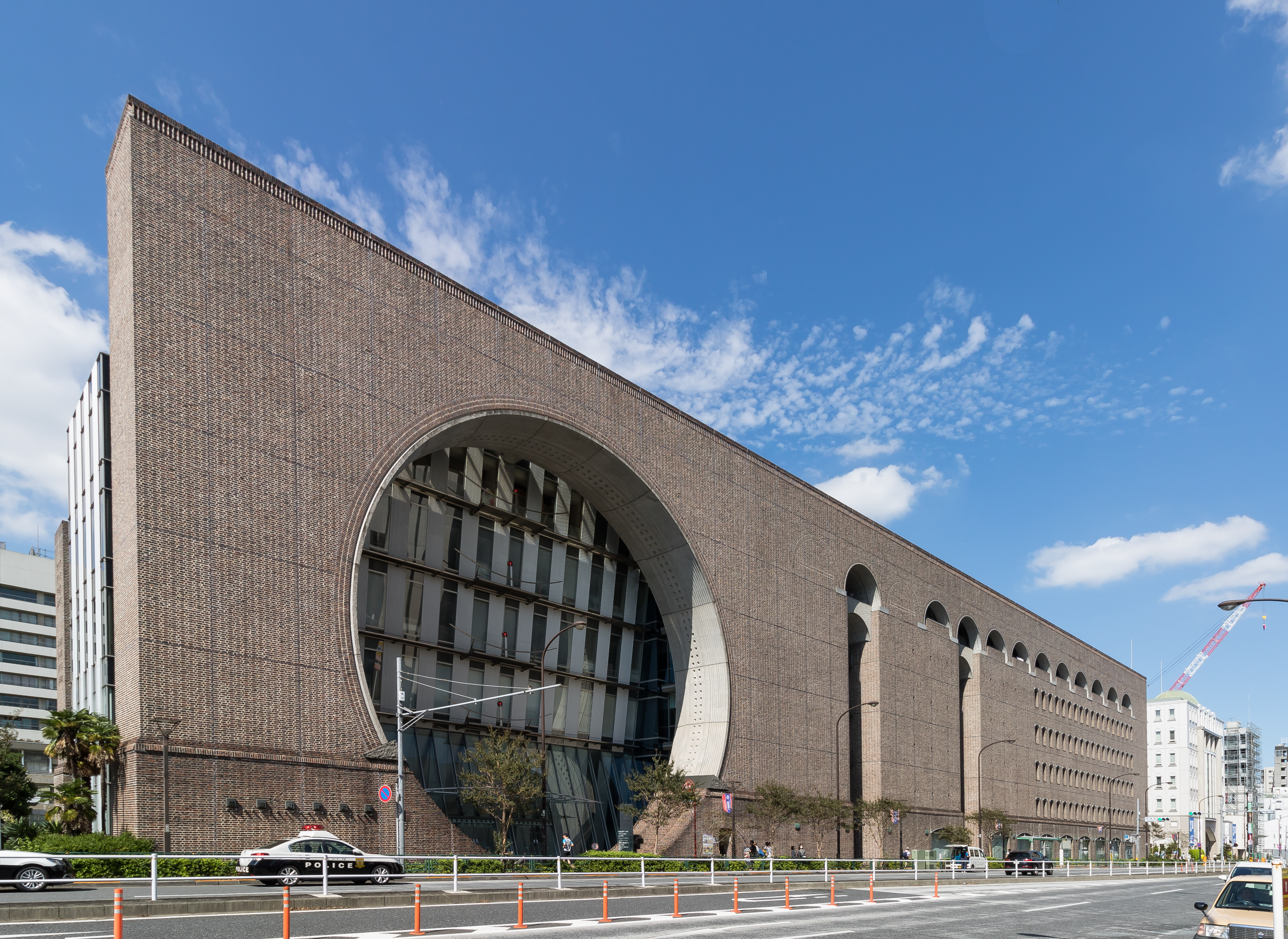
駅前の慶応大学信濃町キャンパス敷地に建つ煉瓦館

  - 明治神宮野球場 - JR線では当駅が最寄り。
  - 明治神宮アイススケート場・明治神宮フットサルコート
  - 聖徳記念絵画館
  - 明治記念館
  - 日本青年館
- 日本文化芸術研究センター
  - 京都造形芸術大学・東北芸術工科大学外苑キャンパス
- 千日谷会堂
- 公明党本部
- 創価学会総本部
  - 広宣流布大誓堂
  - 創価文化センター
  - 聖教新聞社本社屋（創価学会世界聖教会館）
  - 民主音楽協会
- 真生会館
- 日本基督教団信濃町教会
- 東京メトロ丸ノ内線四谷三丁目駅（外苑東通りを北へ8分程）
- 東鉄工業本社 - 駅ビル（JR信濃町ビル4階）

### バス路線
外苑東通り上、駅を南北に挟んで位置する信濃町駅前（1・2番のりば）と信濃町駅南口（3・4番のりば）が最寄りバス停である。いずれのバス停も、東京都交通局（都営バス）の以下の路線が発着する。
- 品97系統：品川駅高輪口行 / 新宿駅西口行

## 隣の駅
東日本旅客鉄道（JR東日本）
 中央・総武線（各駅停車）
四ツ谷駅 (JB 14) - 信濃町駅 (JB 13) - 千駄ケ谷駅 (JB 12)

### 記事本文

#### 報道発表資料
1. ↑  “Suicaご利用可能エリアマップ（2001年11月18日当初）” (PDF).   東日本旅客鉄道. 2019年7月27日時点のオリジナルよりアーカイブ。2020年4月23日閲覧。
2. ↑  『より安全な駅ホーム・踏切の実現に向けた取組みについて』（PDF）（プレスリリース）東日本旅客鉄道、2020年4月7日。オリジナルの2020年4月7日時点におけるアーカイブ。2020年4月7日閲覧。
3. 1 2  『“スポーツの聖地”神宮外苑へ入口に食を楽しむ5ショップが誕生 「アトレ信濃町」2021年2月1日（月）リニューアルオープン』（PDF）（プレスリリース）アトレ、2021年1月14日。オリジナルの2021年1月14日時点におけるアーカイブ。2021年1月14日閲覧。
4. 1 2  『「アトレ信濃町」2021年2月1日（月）リニューアルオープン! 朝活から乾杯まで、一日中楽しめる5店舗が登場 ～街の自然とスポーツの感動を食と共に～』（PDF）（プレスリリース）アトレ、2020年12月3日。オリジナルの2020年12月7日時点におけるアーカイブ。2020年12月8日閲覧。
5. ↑  『駅改良の工事計画について』（PDF）（プレスリリース）東日本旅客鉄道、2016年6月8日。オリジナルの2019年8月18日時点におけるアーカイブ。2020年3月21日閲覧。
6. ↑  『2020年3月ダイヤ改正について』（PDF）（プレスリリース）東日本旅客鉄道、2019年12月13日、6頁。オリジナルの2019年12月13日時点におけるアーカイブ。2020年2月29日閲覧。

### 利用状況
1. ↑  東京都統計年鑑 - 東京都
2. ↑  新宿区の概況 - 新宿区

JR東日本の2000年度以降の乗車人員
1. ↑  各駅の乗車人員（2000年度） - JR東日本
2. ↑  各駅の乗車人員（2001年度） - JR東日本
3. ↑  各駅の乗車人員（2002年度） - JR東日本
4. ↑  各駅の乗車人員（2003年度） - JR東日本
5. ↑  各駅の乗車人員（2004年度） - JR東日本
6. ↑  各駅の乗車人員（2005年度） - JR東日本
7. ↑  各駅の乗車人員（2006年度） - JR東日本
8. ↑  各駅の乗車人員（2007年度） - JR東日本
9. ↑  各駅の乗車人員（2008年度） - JR東日本
10. ↑  各駅の乗車人員（2009年度） - JR東日本
11. ↑  各駅の乗車人員（2010年度） - JR東日本
12. ↑  各駅の乗車人員（2011年度） - JR東日本
13. ↑  各駅の乗車人員（2012年度） - JR東日本
14. ↑  各駅の乗車人員（2013年度） - JR東日本
15. ↑  各駅の乗車人員（2014年度） - JR東日本
16. ↑  各駅の乗車人員（2015年度） - JR東日本
17. ↑  各駅の乗車人員（2016年度） - JR東日本
18. ↑  各駅の乗車人員（2017年度） - JR東日本
19. ↑  各駅の乗車人員（2018年度） - JR東日本
20. ↑  各駅の乗車人員（2019年度） - JR東日本
21. ↑  各駅の乗車人員（2020年度） - JR東日本
22. ↑  各駅の乗車人員（2021年度） - JR東日本
23. ↑  各駅の乗車人員（2022年度） - JR東日本
24. ↑  各駅の乗車人員（2023年度） - JR東日本

東京都統計年鑑
1. ↑  東京都統計年鑑（平成2年）
2. ↑  東京都統計年鑑（平成3年）
3. ↑  東京都統計年鑑（平成4年）
4. ↑  東京都統計年鑑（平成5年）
5. ↑  東京都統計年鑑（平成6年）
6. ↑  東京都統計年鑑（平成7年）
7. ↑  東京都統計年鑑（平成8年）
8. ↑  東京都統計年鑑（平成9年）
9. ↑  東京都統計年鑑（平成10年） (PDF)
10. ↑  東京都統計年鑑（平成11年） (PDF)
11. ↑  東京都統計年鑑（平成12年）
12. ↑  東京都統計年鑑（平成13年）
13. ↑  東京都統計年鑑（平成14年）
14. ↑  東京都統計年鑑（平成15年）
15. ↑  東京都統計年鑑（平成16年）
16. ↑  東京都統計年鑑（平成17年）
17. ↑  東京都統計年鑑（平成18年）
18. ↑  東京都統計年鑑（平成19年）
19. ↑  東京都統計年鑑（平成20年）
20. ↑  東京都統計年鑑（平成21年）
21. ↑  東京都統計年鑑（平成22年）
22. ↑  東京都統計年鑑（平成23年）
23. ↑  東京都統計年鑑（平成24年）
24. ↑  東京都統計年鑑（平成25年）
25. ↑  東京都統計年鑑（平成26年）
26. ↑  東京都統計年鑑（平成27年）
27. ↑  東京都統計年鑑（平成28年）
28. ↑  東京都統計年鑑（平成29年）
29. ↑  東京都統計年鑑（平成30年）
30. ↑  東京都統計年鑑（平成31年・令和元年）